# 렘 수면 행동장애
렘수면행동장애(rapid eye movement sleep behavior disorder, RBD)는 렘수면 중 나타나는 사건수면(parasomnia)으로 꿈꾸는 행동이 실제 움직임으로 나타나는 것을 특징으로 한다.
렘 수면 단계에 이상적인 행동을 동반한다. RBD의 주된 특징은 근육 무긴장증(예: 마비 소실)이다. 폭력적인 모습을 보이거나 개인이나 룸메이트에 상해를 줄 수 있다.

## 동물
렘 수면 행동장애는 동물들, 특히 개에게도 진단 사례가 보고되고 있다.

## 같이 보기
- 감정실금